# Drept procesual penal
Noțiunea, sistemul și însemnătatea principiilor procesului penal
Procedura penală reprezintă un domeniu distinct al sistemului de drept român, care cuprinde totalitatea normelor juridice care reglementează desfășurarea procesului penal. Dreptul procesual penal este o componentă esențială a sistemului juridic și servește ca ghid obligatoriu pentru desfășurarea procesului penal, stabilind un cadru normativ necesar pentru buna funcționare a justiției penale.
Procedura penală include atât normele procesuale, care stabilesc regulile ce trebuie urmate pentru a asigura un flux progresiv și coordonat al procesului penal, cât și normele procedurale, care detaliază modul în care actele și măsurile procesuale trebuie implementate pentru a atinge obiectivele activității procesului penal.

## Relația cu dreptul penal
Relația dintre dreptul procesual penal și dreptul penal subtanțial există o legătură strânsă, una bazată pe relația de dependență dintre cele două. Drepturile și obligațiile subiecților dintr-un raport penal nu se pot realiza decât prin intermediul raportului procesual penal.

## Fazele procesului Penal

### România
În România, urmărirea penală este prima fază a procesului penal și constă în obținerea probelor pentru a afla, printre alte, existența unei infracțiuni și participanții la o infracțiune. Urmărirea penală poate avea mai multe finalități: soluții de netrimitere în judecată (clasare sau renunțare la urmărire penală) și soluții de trimitere în judecată.
Procesul penal în România este divizat în patru etape principale, conforme cu prevederile Codului de Procedură Penală:
1. Urmărirea Penală Urmărirea penală reprezintă prima fază a procesului penal și constă în ansamblul activităților desfășurate de organele de urmărire penală în scopul adunării probelor necesare pentru a stabili dacă există infracțiuni, pentru a identifica infractorii și pentru a determina răspunderea penală sau civilă a acestora. În această fază, se decide dacă cazul trebuie sau nu trimis în instanță.
Faza de urmărire penală poate fi subdivizată în trei etape distincte: a) Investigarea faptei - de la începutul urmăririi penale în rem până la continuarea cercetărilor în ceea ce privește suspectul; b) Investigarea persoanei - de la continuarea cercetărilor față de suspect și inițierea acțiunii penale până la soluționarea cauzei de către procuror; c) Soluționarea cauzei de către procuror - care poate implica clasarea cazului sau trimiterea sa în judecată printr-un rechizitoriu.
2. Camera Preliminară Dacă sesizarea instanței se face prin intermediul unui rechizitoriu, urmărirea penală este urmată de o etapă numită "camera preliminară." Cu excepția cazurilor în care instanța este sesizată printr-un acord de recunoaștere a vinovăției, procedura camerei preliminare se desfășoară sub forma unei dezbateri scrise între procuror și inculpat, în cadrul căreia judecătorul are următoarele atribuții: a) Verifică legalitatea trimiterii în judecată dispusă de procuror; b) Verifică legalitatea administrării probelor și a actelor procesuale de către organele de urmărire penală; c) Soluționează plângerile împotriva soluțiilor de neurmărire sau de netrimitere în judecată; d) Soluționează alte situații prevăzute expres de lege.
Legislația penală reglementează procedura camerei preliminare în cazul sesizării instanței prin rechizitoriu (articolele 342-348 din Codul de Procedură Penală), în timp ce pentru soluționarea plângerilor împotriva soluțiilor de neurmărire sau de netrimitere în judecată se aplică procedura prevăzută în articolele 340-342 din același cod.
Judecătorul de cameră preliminară, sesizat prin rechizitoriu, are competențe și în verificarea legalității și temeiniciei dispunerii măsurilor preventive, putând dispune luarea, înlocuirea, revocarea sau încetarea acestora, în această fază procesuală.
3. Judecata Judecata este considerată etapa centrală și cea mai importantă a procesului penal, întrucât are ca obiect soluționarea definitivă a cauzei penale. În această fază, instanța are responsabilitatea de a verifica întreaga activitate procesuală desfășurată de organele judiciare, părți, subiecți procesuali principali și alți participanți, atât înaintea judecării cauzei, cât și în timpul ședințelor de judecată.
4. Punerea în Executare a Hotărârilor Judecătorești Penale - Etapa Finală a Procesului Penal Punerea în executare a hotărârilor penale definitive reprezintă ultima etapă a procesului penal. Aceasta implică, din oficiu, execuția dispozițiilor hotărârii penale definitive. Scopul acestei etape este de a traduce în realitate hotărârea penală definitivă și de a aplica efectiv sancțiunile penale persoanelor condamnate.